# Boris Taborinskij
Boris Taborinskij (russisch Борис Табаринский; * 1917 in Minsk; † nach 1984) war einer der namentlich bekannten 47 Überlebenden des Vernichtungslagers Sobibór im heutigen Polen, die am 14. Oktober 1943 den Aufstand von Sobibór durchführten, „ohne den es“, so der Historiker Jules Schelvis,„keine Überlebenden gegeben [hätte], die den Massenmord hätten bezeugen können“. So belegen Aussagen Taborinskijs, dass es zum Alltag im Lager Sobibór gehörte, geschlagen zu werden und Häftlinge, wenn sie während des Appells nicht exakt genug in Reih und Glied standen, mit der Peitsche einen Schlag über den Kopf versetzt erhielten.
Taborinskij gehörte zur Kerngruppe der sowjetischen Kriegsgefangenen um Alexander Aronowitsch Petschjorski aus dem Lager für jüdische Kriegsgefangene in der Minsker Schirokaja-Straße, die dort bereits gemeinsam an Fluchtplänen gearbeitet, Waffen organisiert und Kontakt mit dem Untergrundkomitee des Minsker Ghettos und Partisanen gehalten hatten. Er befand sich zusammen mit Schlomo Lajtman im ersten Transport sowjetischer Kriegsgefangener – am 18. September folgten in einem zweiten Transport zweitausend Juden – aus der Sowjetunion, der am 15. September 1943 Minsk verließ und am 22. September 1943 das Vernichtungslager Sobibor erreichte. Taborinskij hatte nach seinem Schulbesuch als Schlosser gearbeitet. Da aber Zimmerleute und Schneider gesucht waren, gab er vor, von Beruf Zimmerer zu sein. Deshalb wurde er nicht getötet, sondern zum Eindecken von Dächern im Lager 4 eingesetzt.
Er war Mitglied der Widerstandsgruppe, die am 14. Oktober 1943 den Aufstand von Sobibór durchführte. Gemeinsam mit Jefim Litwinow wurde er für ein Kommando eingeteilt, das in der Nähe des Hauses des Lagerkommandanten ein Loch in den Stacheldrahtzaun schneiden sollte. Damit sollte ein alternativer Fluchtweg eröffnet werden für den Fall, dass die Flucht durch das Lagertor scheitern sollte. Nach seiner Flucht aus dem Lager schloss  sich Taborinskij Partisanen an.
Im Zusammenhang mit einem der Sobibor-Prozesse, der von 1982 bis 1985 in Hagen stattfand, wurde Taborinskij am 14. März 1984 in Donezk befragt.